# Cleonymus togashii
Cleonymus togashii är en stekelart som beskrevs av Kamijo 1996. Cleonymus togashii ingår i släktet Cleonymus och familjen puppglanssteklar. Inga underarter finns listade i Catalogue of Life.